# فؤاد أبو غانم
فؤاد سليمان أبو غانم (16 فبراير 1892 - 20 ديسمبر 1975) شاعر لبناني. أحّب الشعر الشعبي كرشيد نخلة ووليم صعب واشتهر بنظمه والإجادة في زجل كما اشتهرا. من كفرنبرخ بقضاء الشوف ينتمي إلى عائلة درزية. مال إلى الشعر في سن مبكرة. مارس التعليم إحدى عشرة سنة، وزاول وظيفة الكاتب العدل ثلاثا وثلاثين سنة. وصف «شاعراً ملهما، مرهف الحس، متين العبارة، واضح الرؤية.» 

## سيرته
ولد فؤاد بن سليمان بن وهبه أبو غانم في كفرنبرخ في 16 شباط 1892 وتقلى علومه الأولية في مدرسة كفرنبرخ ثم في مدرسة المعارف الحميدية في كفرمتى ودرس العربية فيها على يد أمين ناصر الدين فاتفنها وحفظ الكثير من دواوين القدماء والمحدثين فتفتحت موهبته الشعرية ومقدرته اللغوية عن شاعر مبدع بالعامية والفصيح وعن كاتب مجيد يحسن التعاطي مع القلم، وقد كتب ونظم وهو بعد على مقاعد الدراسة. 

وفي الخامسة عشرة من العمر - سنة 1907 - ترك المدرسة لينصرف إلى العمل ولكنه لم يترك الكتاب والقلم، فاستمر يسير صعداً نحو استكمال شخصيته الشعرية والأدبية التي اشتهر بعدئذ بها. أخذ يعنى بارزاق والدته التي أصابها الإهمال بعد أن هاجر والده وهو طفل، ثم أخذ يدرس في مدرسة المختارة اللغتين العربية والإنجليزية سنة 1910 واستمر حتى سنة 1913. 
 
وفي سنة 1917 عَيّن مدير المال في الشوف وكان يومئذ أمين بك طليع، لجنة لإحصاء العرب الرحل والنور في الشوف برئاسة محمد عباس عبد الصمد وعضوية سليم شديد أبي حسن ويوسف رافع عبد الصمد وعيّن فؤدا أبا غانم كاتباً فيها.

ثم مارس التعليم بعدئذ إلى جانب وظيفة الكاتب العدل في الشوف التي عين فيها سنة 1922 ثم كاتب عدل عكار 1941 إلى أن احيل إلى التقاعد سنة 1955، فتولى رئاسة مدرسة النهضة في الشويفات وعلّم فيها من سنة 1956 إلى سنة 1961 حين أن تقدمت به السن، فيكون قد مارس التعليم إحدى عشرة سنة، وزاول وظيفة الكاتب العدل ثلاثا وثلاثين سنة.

توفي فؤاد أبو غانم في 20 كانون الأول 1975 ودفن في مأتم مهيب في مسقط رأسه كفرنبرخ. 

## آثاره
- الغريب العاشق، 1932.
- ارينب بنت اسحق، 1948 و1957.
- جورج وارنستين، وهي قصة واقعية جرت احداثها في صيدا طبعت سنة 1957.[1]